# Dan Hylander
Dan Hylander   (Malmö, 21 de juny de 1954) nom artistic de Dan Owe Michael Hylander és un compositor, cantant i guitarrista de pop i rock suec. Ha col·laborat de manera destacada amb Py Bäckman i la banda Raj Montana Band, que va servir com a grup vocal de suport tant per a Bäckman com per a Hylander.
Una de les seves cançons més cèlebres i exitoses, titulada Farväl till Katalonien, (Adéu a Catalunya) parla de Catalunya i de Barcelona.

## Biografia
La carrera comercial de Dan Hylander es va produir a principis dels anys 80, com a Dan Hylander & Raj Montana Band, banda formada per Dan Hylander amb David Carlson (guitarra), Ola Johansson (baix), Clarence Öfwerman (teclat), Hasse Olsson (òrgan i teclat), Pelle Alsing (bateria).). El 1984, Hylander va guanyar el premi Rockbjörnen com a millor artista masculí suec de l'any.
A mitjans de la dècada de 1980, Hylander va iniciar la seva carrera en solitari, amb una nova banda de suport, anomenada Kosmonaut, tot i que també va mantenir reunions ocasionals amb Raj Montana Band.
El 2004, va coescriure amb el cantant i compositor suec Tomas Ledin totes les cançons de l'àlbum de Ledin, titulat Med vidöppna fönster (Amb les finestres obertes).
El 2007, Hylander es va traslladar a Bolívia amb la seva família, però va decidir tornar a Suècia a principis del 2016.
Raj Montana Band es va tornar a reunir el 2018, fent concerts i planejant un nou àlbum.

## Discografia

### Àlbums
| Curs | Àlbum                    | Crèdits                         | Posicions de punta |
| Curs | Àlbum                    | Crèdits                         | SWE                |
| ---- | ------------------------ | ------------------------------- | ------------------ |
| 1982 | Bella nit                | Dan Hylander i Raj Montana Band | 3                  |
| 1984 | ... om änglar & sjakaler | Dan Hylander i Raj Montana Band | 3                  |
| 1985 | Telegrama                | Py Bäckman i Dan Hylander       | 14                 |
| 1986 | Kung av onsdag           | Dan Hylander i Kosmonaut        | 4                  |
| 1988 | Café sorgenfri           | Dan Hylander i Kosmonaut        | 12                 |
| 1990 | Lycklig måne             | Dan Hylander                    | 29                 |
| 2011 | Den försenade mannen     | Dan Hylander i Orkester         | 4                  |
| 2016 | Kan själv                | Dan Hylander i Orkester         | 47                 |
| 2019 | Indigo                   | Dan Hylander i Raj Montana Band | 4                  |

Àlbums en directe
| Curs | Àlbum                  | Crèdits                 | Posicions de punta |
| Curs | Àlbum                  | Crèdits                 | SWE                |
| ---- | ---------------------- | ----------------------- | ------------------ |
| 2012 | Förscenad - En directe | Dan Hylander i Orkester | 15                 |

Àlbums recopilatoris
| Curs | Àlbum    | Crèdits                                     | Posicions de punta |
| Curs | Àlbum    | Crèdits                                     | SWE                |
| ---- | -------- | ------------------------------------------- | ------------------ |
| 1997 | Accessos | Raj Montana Band, Py Bäckman i Dan Hylander | 15                 |